# Jenny Bridges
Jenny Bridges est une actrice et mannequin anglaise. 

## Filmographie
- 1967 : La Comtesse de Hong-Kong (A Countess from Hong Kong) de Charlie Chaplin